# Tenis en China
El tenis en China ha cobrado popularidad en el siglo XXI, siendo la década de 2020 donde han surgido los primeros tenistas Top 100 en el ranking de individuales masculino. El jugador más importante del Equipo de Copa Davis de China ha sido Xia Jiaping, sin embargo el tenista mejor posicionado en el ránking ATP ha sido Zhang Zhizhen (31° en 2024), y el primero  en ganar un título ATP fue Wu Yibing en el Torneo de Dallas 2023, seguido del adolescente Shang Juncheng quien ganó el Torneo de Chengdú 2024 siendo además el primer tenista nacido en 2005 en ganar un torneo ATP.

## Clasificación histórica
Lista con tenistas chinos que han estado sobre el lugar 100 de la clasificación ATP.
| Singlista      | Mejor puesto | Año  | Títulos ATP |
| -------------- | ------------ | ---- | ----------- |
| Zhang Zhizhen  | 31°          | 2024 | 0           |
| Shang Juncheng | 49°          | 2024 | 1           |
| Wu Yibing      | 54°          | 2019 | 1           |
| Bu Yunchaokete | 64°          | 2025 | 0           |

## Galería de tenistas destacados
Tenistas chinos que han alcanzado el Top 100
|                |
| Zhang Zhizhen. |

|                  |
| Shang Juncheng . |

|            |
| Wu Yibing. |

|                 |
| Bu Yunchaokete. |